# アラーヤル・サヤードマネシュ
アラーヤル・サヤードマネシュ（ペルシア語: للهیار_صیادمنش, ラテン文字転写: Allahyar Sayyadmanesh, 2001年6月29日 - ）は、イランのプロサッカー選手。イラン代表。KVCウェステルロー所属。ポジションはフォワード。

## 経歴

### クラブ
2018年6月12日、エステグラルと5年契約を交わした。メフディー・ガーイェディーが背番号を変更することになったため、空いた16番がサヤードマネシュに割り当てられた。
2019年5月3日、トルコのフェネルバフチェと5年契約を交わした。移籍金は850,000ユーロとされる。9月2日、TFF1.リグのイスタンブールスポルに期限つきで移籍。
2020年10月6日、ウクライナ・プレミアリーグのゾリャ・ルハーンシクに1年半の期限つきで移籍。10月25日、ルフ・リヴィウ戦でゾリャでの公式戦デビューを果たし、初ゴールも記録。この得点は、アジア人選手としてウクライナ・プレミアリーグでの最年少記録となった。12月3日、UEFAヨーロッパリーグ・グループステージのレスター・シティ戦ではゴールを挙げ、1-0での勝利に貢献した。2020-21シーズン、リーグ戦19試合で5ゴール3アシストを記録し、リーグのベストイレヴンに選出された。
2022年1月3日、国際サッカー歴史統計連盟は20歳以下の選手を対象とした2021年のアジアベストイレヴンを発表し、イランから唯一選出された。
1月31日、半年間の期限つきでイングランドのハル・シティに移籍することが発表された。2月5日、ホームで迎えたプレストン・ノースエンド戦で、84分にリチャード・スモールウッドとの交代で出場しEFLチャンピオンシップデビュー。4月15日、リーグ第42節のカーディフ・シティ戦でイングランドでの初ゴールを挙げた。7月9日、ハル・シティはフェネルバフチェからサヤードマネシュを買い取り、4年契約（さらに1年の延長オプションつき）での完全移籍となった。
2024年1月31日、KVCウェステルローに2年半契約で移籍した。

### 代表
2017年、インドで開催されたU-17ワールドカップにイラン代表として出場。
2019年6月6日、シリアとの親善試合で80分にカリム・アンサリファルドとの交代で出場し、A代表デビュー。試合終了間際に代表初ゴールも挙げ、5-0で勝利した。このゴールはサイード・エザトラヒが保持していた記録を約2年更新する、イラン代表の最年少ゴールとなった。

## 個人成績

### クラブ
| 国内大会個人成績 | 国内大会個人成績     | 国内大会個人成績 | 国内大会個人成績   | 国内大会個人成績 | 国内大会個人成績 | 国内大会個人成績 | 国内大会個人成績 | 国内大会個人成績 | 国内大会個人成績 | 国内大会個人成績 | 国内大会個人成績 |
| 年度             | クラブ               | 背番号           | リーグ             | リーグ戦         | リーグ戦         | リーグ杯         | リーグ杯         | オープン杯       | オープン杯       | 期間通算         | 期間通算         |
| 年度             | クラブ               | 背番号           | リーグ             | 出場             | 得点             | 出場             | 得点             | 出場             | 得点             | 出場             | 得点             |
| イラン           | イラン               | イラン           | イラン             | リーグ戦         | リーグ戦         | ハズフィ杯       | ハズフィ杯       | オープン杯       | オープン杯       | 期間通算         | 期間通算         |
| ---------------- | -------------------- | ---------------- | ------------------ | ---------------- | ---------------- | ---------------- | ---------------- | ---------------- | ---------------- | ---------------- | ---------------- |
| 2018-19          | エステグラル         | 16               | ガルフ・プロ       | 15               | 2                | 2                | 0                | -                | -                | 17               | 2                |
| トルコ           | トルコ               | トルコ           | トルコ             | リーグ戦         | リーグ戦         | トルコ杯         | トルコ杯         | オープン杯       | オープン杯       | 期間通算         | 期間通算         |
| 2019-20          | フェネルバフチェ     | 19               | スュペル・リグ     | 2                | 0                | 1                | 0                | -                | -                | 3                | 0                |
| 2019-20          | イスタンブールスポル | 16               | TFF1.リグ          | 7                | 0                | 4                | 1                | -                | -                | 11               | 1                |
| ウクライナ       | ウクライナ           | ウクライナ       | ウクライナ         | リーグ戦         | リーグ戦         | リーグ杯         | リーグ杯         | ウクライナ杯     | ウクライナ杯     | 期間通算         | 期間通算         |
| 2020-21          | ゾリャ・ルハーンシク | 90               | プレミア           | 19               | 5                | -                | -                | 3                | 0                | 22               | 5                |
| 2021-22          | ゾリャ・ルハーンシク | 90               | プレミア           | 16               | 7                | -                | -                | -                | -                | 16               | 7                |
| イングランド     | イングランド         | イングランド     | イングランド       | リーグ戦         | リーグ戦         | FLカップ         | FLカップ         | FAカップ         | FAカップ         | 期間通算         | 期間通算         |
| 2021-22          | ハル・シティ         | 20               | チャンピオンシップ | 12               | 1                | 0                | 0                | 0                | 0                | 12               | 1                |
| 2022-23          | ハル・シティ         | 9                | チャンピオンシップ |                  |                  |                  |                  |                  |                  |                  |                  |
| 通算             | イラン               | イラン           | ガルフ・プロ       | 15               | 2                | 2                | 0                | -                | -                | 17               | 2                |
| 通算             | トルコ               | トルコ           | スュペル・リグ     | 2                | 0                | 1                | 0                | -                | -                | 3                | 0                |
| 通算             | トルコ               | トルコ           | TFF1.リグ          | 7                | 0                | 4                | 1                | -                | -                | 11               | 1                |
| 通算             | ウクライナ           | ウクライナ       | プレミア           | 35               | 12               | -                | -                | 3                | 0                | 38               | 12               |
| 通算             | イングランド         | イングランド     | チャンピオンシップ | 12               | 1                | 0                | 0                | 0                | 0                | 12               | 1                |
| 総通算           | 総通算               | 総通算           | 総通算             | 71               | 15               | 7                | 1                | 3                | 0                | 81               | 16               |

### 代表
| イラン代表 | 国際Aマッチ | 国際Aマッチ |
| 年         | 出場        | 得点        |
| ---------- | ----------- | ----------- |
| 2019       | 1           | 1           |
| 2020       | 0           | 0           |
| 2021       | 3           | 0           |
| 2022       | 3           | 0           |
| 通算       | 7           | 1           |

#### ゴール
| #  | 年月日       | 開催地                          | 対戦国 | 勝敗 | 試合概要 |
| -- | ------------ | ------------------------------- | ------ | ---- | -------- |
| 1. | 2019年6月6日 | アザディ・スタジアム（ イラン） | シリア | ○5-0 | 親善試合 |

## タイトル

### クラブ
FCゾリャ・ルハーンシク
- ウクライナ・カップ 準優勝（2020-21）

### 個人
- イラン最優秀若手選手賞（2019）